# Iósif Vítebski
Iósif Davídovich Vítebski (en ruso: Ио́сиф Дави́дович Ви́тебский; 9 de enero de 1938-7 de diciembre de 2024) fue un deportista soviético que compitió en esgrima, especialista en la modalidad de espada.
Participó en los Juegos Olímpicos de México 1968, obteniendo una medalla de plata en la prueba por equipos. Ganó una medalla de oro en el Campeonato Mundial de Esgrima de 1967.

## Palmarés internacional
| Juegos Olímpicos   | Juegos Olímpicos          | Juegos Olímpicos | Juegos Olímpicos   |
| Año                | Lugar                     | Medalla          | Prueba             |
| ------------------ | ------------------------- | ---------------- | ------------------ |
| 1968               | Ciudad de México (México) | Medalla de plata | Espada por equipos |
| Campeonato Mundial |                           |                  |                    |
| Año                | Lugar                     | Medalla          | Prueba             |
| 1967               | Montreal (Canadá)         | Medalla de oro   | Espada por equipos |